# Massoutiera mzabi
Massoutiera mzabi is een zoogdier uit de familie van de goendi's (Ctenodactylidae). De wetenschappelijke naam van de soort werd voor het eerst geldig gepubliceerd door Lataste in 1881.

## Voorkomen
De soort komt voor in Algerije, Mali, Niger, Tsjaad en mogelijk ook in Libië. 